# Flotta
Flotta es una isla perteneciente al grupo sur del archipiélago de las Órcadas, en Escocia. Es conocida por su gran terminal petrolero. La isla se une por ferry a través de Scapa Flow con Mainland y Lyness y Longhope en Hoy. Durante las Guerras Mundiales, la isla fue una importante base para la Royal Navy. La isla tiene una población de 80 habitantes. 

## Geografía y medio ambiente
Flotta se encuentra en el extremo sur de Scapa Flow, con la pequeña isla de  Calf of Flotta en la esquina noreste de la isla. La isla de Fara está a 300 m a través del Weddel Sound, al noroeste. Mientras tanto, Switha, South Walls y Hoy están cada una a aproximadamente 1 km (0,62 millas) de Flotta, al sur, suroeste y oeste, respectivamente. Nevi Skerry está situado a 1 km (0,62 mi) al este de Flotta en el estrecho de Hoxa. South Ronaldsay está aproximadamente a 2,5 km (1,6 mi) al este de Flotta, también a través del estrecho de Hoxa. El punto más alto de Flotta es West Hill a 58 m, adyacente a la turbina de viento. El principal centro de población se encuentra en Whome, que está situado en el centro de la mitad sur de la isla. Al norte, Whome está separada de la península de Golta por Pan Hope, una bahía de mareas. 
- Datos: Q385306
- Multimedia: Flotta, Orkney Islands / Q385306